# Kōbō Abe
Kōbō Abe (japonès: 安部 公房, Abe Kōbō), és el pseudònim de Kimifusa Abe (també japonès: 安部 公房, però llegit Abe Kimifusa) (Tòquio, 7 de març de 1924 - Tòquio, 22 de gener de 1993), fou un escriptor, dramaturg, guionista, fotògraf i inventor japonès.
Abe va estudiar medicina a la Universitat Imperial de Tòquio, però mai va exercir, centrant-se en la literatura. Ha estat comparat sovint amb Franz Kafka i Alberto Moravia per les seves exploracions surreals, sovint de malson, de la persona a la societat contemporània, i per les seves sensibilitats modernistes. Als anys 60 va fer la seva incursió al cinema, escrivint quatre guios per al director Hiroshi Teshigahara.